# Naundorf
Naundorf é uma vila e antigo município da Alemanha localizado no distrito de Altenburger Land, estado da Turíngia. Pertence ao Verwaltungsgemeinschaft de Altenburger Land. Desde 1 de dezembro de 2008, faz parte do município de Starkenberg.

## Demografia
Evolução da população (em 31 de dezembro):
| - 1994 - 558 - 1995 - 542 - 1996 - 540 - 1997 - 541 | - 1998 - 556 - 1999 - 541 - 2000 - 534 - 2001 - 546 | - 2002 - 550 - 2003 - 546 - 2004 - 534 - 2005 - 548 |

Fonte: Thüringer Landesamt für Statistik